# Micratemnus pusillus
Micratemnus pusillus är en spindeldjursart som först beskrevs av Edvard Ellingsen 1906.  Micratemnus pusillus ingår i släktet Micratemnus och familjen Atemnidae. Inga underarter finns listade i Catalogue of Life.